# Nicandre de Calcedònia
Nicandre de Calcedònia (en llatí Nicander, en grec antic Νίκανδρος "Níkandros") fou un escriptor i historiador grec.
Era originari de la ciutat de Calcedònia a Bitínia i va viure al segle i aC. Va escriure una obra que feia relació al rei Prúsies II de Bitínia, en almenys quatre llibres, titulada Προυσίου Συμπτώματα. Un dels llibres, el quart, és mencionat per Ateneu de Naucratis.